# Aughinish (comté de Clare)
Pour l’article homonyme, voir Aughinish.
Aughinish est une île et un village en Irlande, situés dans le comté de Clare.